# Karin Löfdahl
Karin Birgitta Löfdahl, född Berggren den 14 april 1935 i Stockholm, död 27 augusti 2020 i Stocksund, var en svensk bibliotekarie och översättare av tysk litteratur. Hon är främst känd för sina översättningar av Herta Müllers verk.
2010 erhöll hon Stiftelsen Natur & Kulturs översättarpris tillsammans med Rika Lesser.
Karin Löfdahl var från 1960 gift med statssekreteraren Göran Löfdahl (1936–2000).

## Skrifter (urval)
- Mitt i Tyskland: Rhendalen, Düsseldorf, Köln, Frankfurt, Trier, Kassel: sevärdheter, nöjen, hotell (Aldus/Bonnier, 1968)
- Södra Tyskland: Bayern, Franken, Baden-Württemberg, Bodensjön, Romantische Strasse, München, Stuttgart (Aldus/Bonnier, 1970)
- Biblioteksservice till svenskar i utlandet (Statens kulturråd, 1981)

## Översättningar (urval)
- Egon Erwin Kisch: Bland pyramider och generaler (Norstedt, 1977)
- Volker Braun: Ett oavslutat kapitel (Unvollendete Geschichte) (Alba, 1978)
- Gabriele Wohmann: Tidig höst i Badenweiler (Frühherbst in Badenweiler) (Atlantis, 1981)
- Ernst Toller: Ungdom i Tyskland (Eine Jugend in Deutschland) (Norstedt, 1982 [i.e. 1981])
- Helga M. Novak: Fågel vinglös (Vogel federlos) (Alba, 1984)
- Heinrich Böll: Katharina Blums förlorade heder eller Hur våld kan uppstå och vart det kan leda (Die verlorene Ehre der Katharina Blum) (Lindelöw, 2011)

## Priser och utmärkelser
- 2009 – De Nios översättarpris
- 2010 – Stiftelsen Natur & Kulturs översättarpris[6]